# Tatort: Land in dieser Zeit
Land in dieser Zeit (en français, Le Pays en ce temps-là) est un épisode de la série Tatort (Sur le lieu du crime). Il s'agit de la cinquième enquête pour le duo de Francfort Janneke et Brix (de).

## Synopsis
Dans un salon de coiffure incendié, on retrouve tard dans la soirée le corps de l'apprentie Melanie Elvering. Devant le salon, on a écrit « Kill all Nazis ». Rosi Grüneklee, la propriétaire du salon, ne peut pas expliquer pourquoi elle était là si tard. On ne sait pas qui était visé. Anna Janneke et Paul Brix déterminent que Melanie a eu une dispute violente avec un trafiquant de drogue africain peu de temps avant l'incendie semblant criminel. Janneke et Brix parviennent à arrêter le réfugié sénégalais Aliou près du salon. Il s'avère ensuite qu'il ne s'est pas disputé avec Melanie mais avec sa collègue Vera.
Quand une empreinte d'Aliou est trouvée sur le flacon incendiaire, l'affaire semble être claire. Mais Janneke surtout est encore sceptique. L'enquête de l'entourage révèle que Vera, Juliane Kronfels qui est la loueuse de Vera, et Margaux Brettner, qui tient un kiosque en face de la scène du crime, sont visiblement des amis et chantent ensemble dans une chorale. Elles appartiennent à un groupe national-culturel et raciste. Vera va aussi régulièrement dans un club fréquenté principalement par des extrémistes de droite. En vérifiant une caméra de surveillance, Aliou est écarté et finalement libéré.
Janneke et Brix suivent maintenant la piste qui mène à Vera et à ses amis. Ils découvrent que Vera a été contrainte par Juliane Kronfels et Margaux Brettner à incendier le salon de coiffure, sans savoir que Melanie était à l'intérieur ce moment-là. Cependant, comme Vera ne veut plus se soumettre aux plans et machinations des femmes, elle commet un deuxième incendie criminel, cette fois contre le kiosque de l'oncle de Margaux Brettner. Elle meurt alors qu'elle tombe fortement ivre dans le Main et se noie. Étant donné que Kronfels et Brettner ne peuvent pas démontrer clairement qu'elle est en partie responsable de l'incendie criminel du salon de coiffure, l'enquête sur l'affaire est pour l'instant suspendue. Pendant ce temps, Kronfels reçoit infailliblement le loueuse de Vera, qui est peut-être une enquêtrice sous couverture.

## Fiche technique
- Titre : Tatort: Land in dieser Zeit
- Réalisation : Markus Imboden assisté de Roger Schweizer et d'Ulrike Heller
- Scénario : Khyana el Bitar (de), Dörte Franke (de), Stephan Brüggenthies (de)
- Musique : Jacki Engelken
- Direction artistique : Bettina Schmidt (de)
- Costumes : Antje Petersen
- Photographie : Martin Langer
- Son : Peter Senkel
- Montage : Stefan Kraushaar
- Production : Dominik Diers
- Société de production : Hessischer Rundfunk
- Société de distribution : ARD
- Pays d'origine :  Allemagne
- Langue : allemand
- Format : Couleur - Dolby
- Genre : policier
- Durée : 88 minutes
- Date de diffusion :
  -  Allemagne : 8 janvier 2017[3].

## Distribution
- Margarita Broich : Anna Janneke
- Wolfram Koch (de) : Paul Brix
- Jasna Fritzi Bauer : Vera Rüttger
- Anna Brüggemann : Juliane Kronfels
- Odine Johne : Margaux Brettner
- Birge Schade : Rosi Grüneklee
- Zazie de Paris : Fanny
- Bruno Cathomas : Fosco Cariddi
- Isaak Dentler (de) : Jonas
- Sascha Nathan (de) : Le technicien criminel
- Warsama Guled : John Aliou
- Mehmet Atesci : Lamin
- Maryam Zaree : Najla
- Enno Hesse (de) : Heiner Pohlmann
- Wilfried Elste (de) : Harald Brettner
- Michael Stange (de) : Le médecin légiste

## Source de la traduction
- (de) Cet article est partiellement ou en totalité issu de l’article de Wikipédia en allemand intitulé « Tatort: Land in dieser Zeit » (voir la liste des auteurs).